# Disposición de Ramas Automáticas de Módulos Independientes en Estaciones

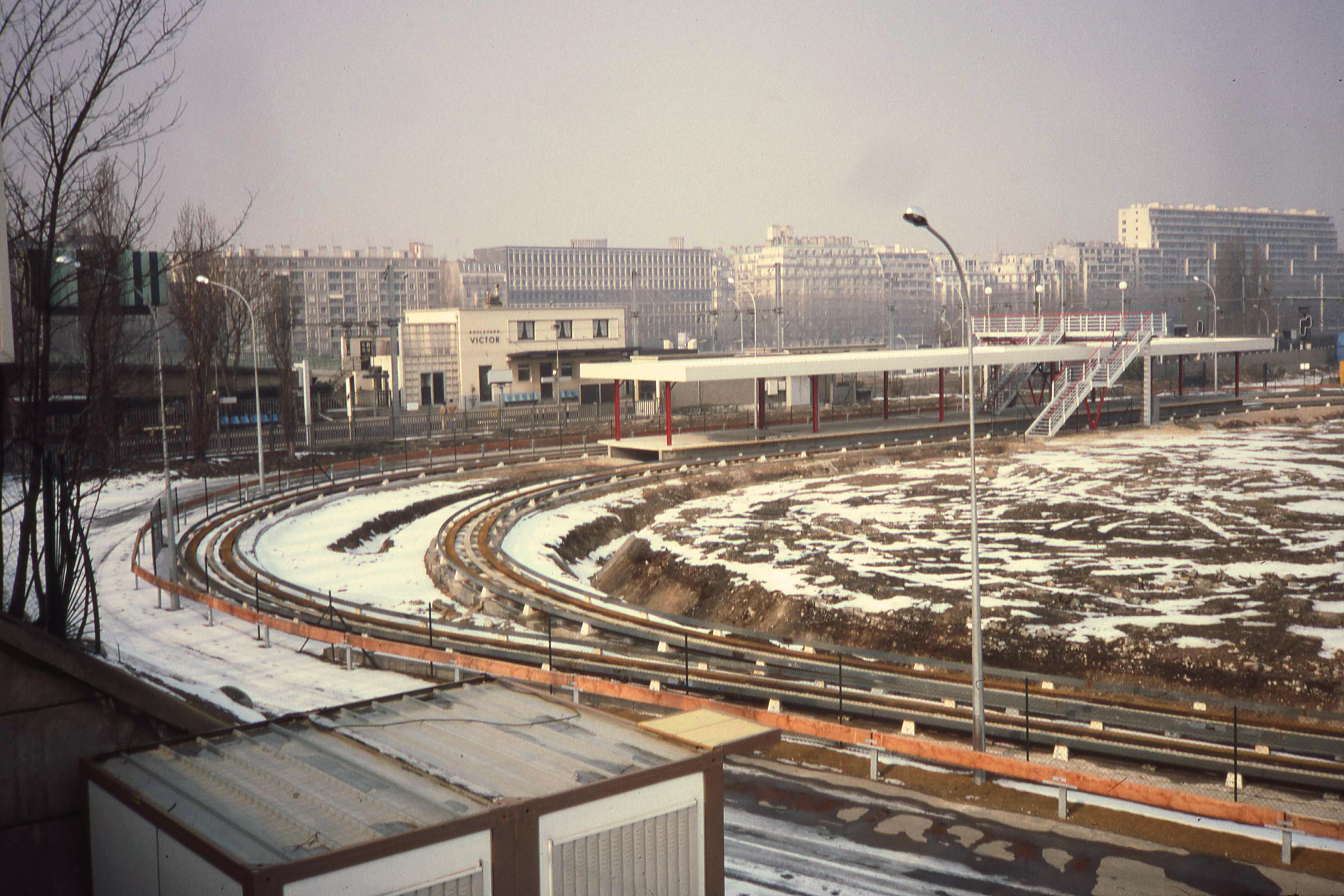
Base de pruebas de ARAMIS en 1986.

ARAMIS (por Agencement en Rames Automatisées de Modules Indépendants en Stations, Disposición de Ramas Automáticas de Módulos Independientes en Estaciones) es un proyecto francés de transporte público dirigido por la RATP y Matra Transport en los años 70 y 80. El proyecto consistía en un principio en un sistema de Personal Rapid Transit (PRT) (Transporte Rápido Personal) y posteriormente en un mini-metro íntegramente automático y de gálibo más reducido que el VAL.
Se construyó una pista de pruebas en la línea Petite Ceinture que circunvala París, a lo largo del bulevard Victor, pero el proyecto fue abandonado a causa de los numerosos contratiempos del sistema. A pesar de ello el proyecto ha permitido avances técnicos que se han utilizado posteriormente en los sistemas de metro automático VAL y SAET.

## Historia
El programa ARAMIS aparece en 1970 cuando Matra (actualmente parte de Siemens compra unas patentes de Transporte Rápido Personal a la empresa Automatisme et technique.
El 13 de abril de 1972 el instituto francés de investigación en transportes INRETS y Matra firman un contrato de alrededor de cinco millones de francos franceses para la construcción de un prototipo de ARAMIS en el aeropuerto de Orly. Se realizan pruebas y ensayos con cinco vehículos circulando sobre un tramo de vía hasta principios de 1974, a fin de evaluar el sistema.
En 1974, el ministerio de transportes francés y la Región Parisina confían a la RATP el papel de supervisor de los trabajos, con intención de perfeccionar el sistema para un futuro sistema de explotación comercial.
Se estudió la implantación de ARAMIS en un enlace entre Vélizy y Châtillon pero fue rápidamente descartada. La ciudad de París reivindicó la organización de una Exposición Universal en 1989 para celebrar el segundo aniversario de la revolución francesa, y realiza estudios acerca de las comunicaciones de Javel y Bercy, barrios que acogerían la exposición. Se propone el sistema ARAMIS, el 12 de marzo de 1982 el ministro de transportes francés firma el acuerdo de instalación de la base de pruebas de la línea Petite Ceinture. EL proyecto de Exposición Universal se abandona muy pronto, pero las pruebas de ARAMIS se mantienen en vista de una posible candidatura de París a los Juegos Olímpicos de 2000.
La realización de la base de pruebas se inicia el 16 de julio de 1984 tras la firma de un protocolo de acuerdo entre la RATP, el ministro de transportes francés, la región de Île-de-France y Matra. El proyecto demostró no ser compatible con la infraestructura ya existente y ser muy poco fiable.

## Descripción técnica
La idea era la de crear un sistema de transporte de punto a punto sin paradas intermedias. Como en un ascensor, el viajero llama al vehículo, monta a bordo e indica su destino en un panel. Todas las estaciones están situadas en vía desviada y sólo se salía de ella para entrar en una estación. En 1974 el servicio se convierte en semidirecto con vehículos de 6 plazas, con un destino preprogramado en el sistema. En 1977 el sistema cambia y dispone de vehículos de 10 plazas.
El sistema se basa en la utilización de elementos autónomos de dos módulos indisociables. Son acoplados mecánicamente, de pequeño gálibo y de tracción eléctrica. Los dos módulos circulan en ramas de más módulos gracias a un sistema de acoplamiento mecánico que autoriza su acople o separación en las agujas, controladas por un dispositivo de cambio de agujas a bordo.

## Implantaciones posibles
Se estudiaron al menos tres implantaciones:
- En la línea Petite Ceinture que circunvala París, en el contexto del proyecto de la Exposición Universal de 1989, con ramas hacia la plaza de Italie y Bagneux
- En el aeropuerto Charles de Gaulle
- En Montpellier[2]

## Resultados

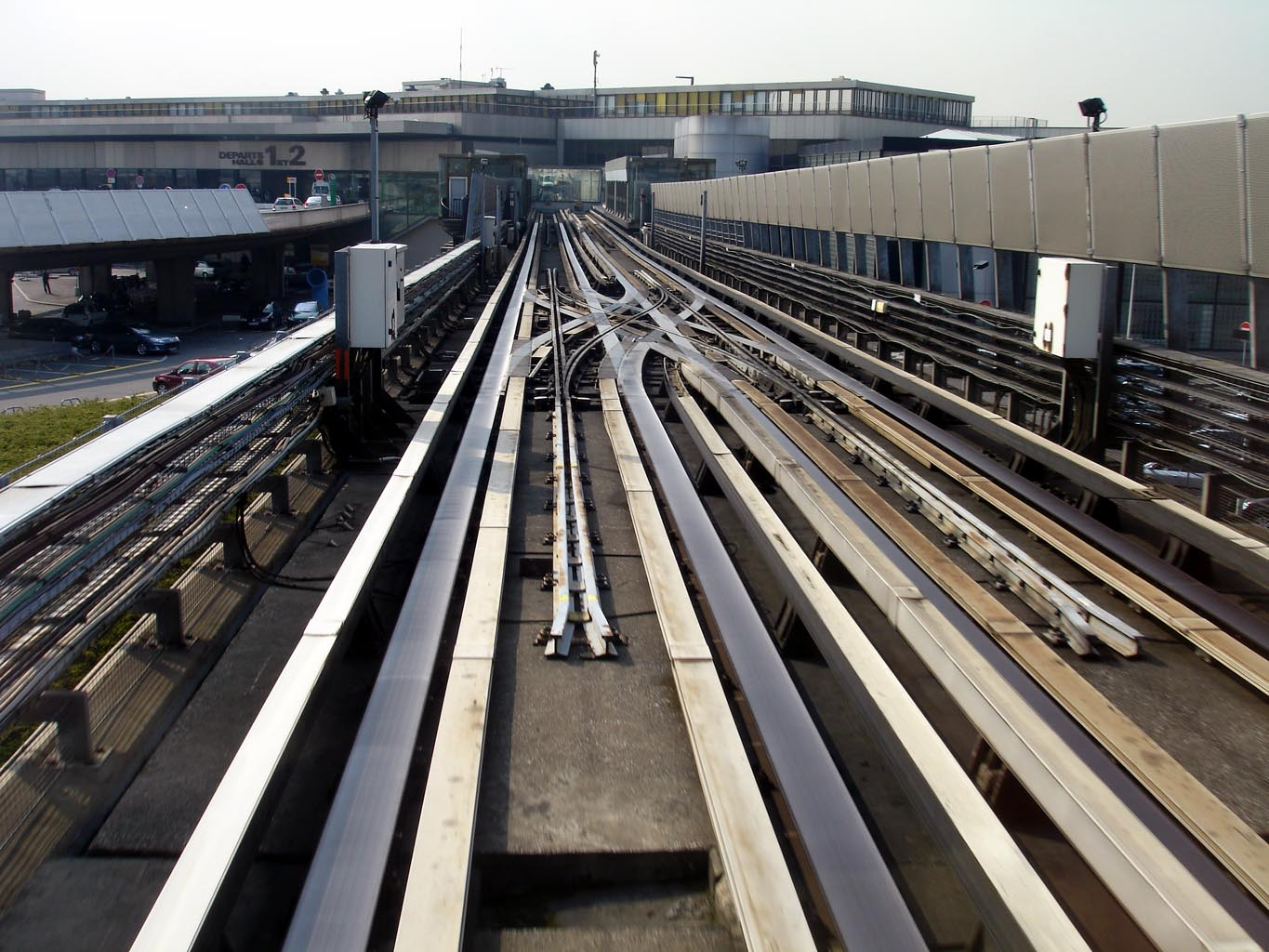
El sistema de cambio de agujas sin rail guía se ha reutilizado en el sistema VAL

El sistema ARAMIS nunca ha sido explotado comercialmente. No obstante, el sistema de vías y cambios de agujas se han reutilizado en el sistema VAL, y los conocimientos adquiridos tras las pruebas sobre automatismos permitieron en el proyecto SAET.
La vía de pruebas fue demolida tras el abandono del proyecto.